# イザベラ・オブ・カスティル
イザベラ・オブ・カスティル（Isabella of Castile, 1355年頃 - 1392年12月23日）は、イングランド王族の初代ヨーク公エドマンド・オブ・ラングリーの妃。カスティーリャ王ペドロ1世とマリア・デ・パディーリャの娘。スペイン語名はイサベル（Isabel de Castilla）。

## 生涯
1372年にエドマンド・オブ・ラングリーと結婚した。なお、前年の1371年に姉コンスタンス（コンスタンサ）と夫の兄ジョン・オブ・ゴーントが結婚している。
2人の間には2男1女が生まれた。
- エドワード・オブ・ノリッジ（1373年 - 1415年） - ヨーク公
- コンスタンス（1374年 - 1416年） - グロスター伯トマス・ル・ディスペンサー（小ディスペンサーの曾孫）と結婚
- リチャード・オブ・コニスバラ（1375年 - 1415年） - ケンブリッジ伯